# American Hustle XXX
American Hustle XXX ist eine US-amerikanische Pornofilm-Parodie auf den Film American Hustle.

## Handlung
Der Film handelt von zwei Betrügern, die sich in eine FBI-Agentin verlieben. Als Irvings Frau Roselyn Sex mit dem Verbrecher hat, wird es gefährlich. Politiker, Verbrecher und das FBI sind in Intrigen verwickelt.
- Szene 1: Aailyah Love und Tommy Gun
- Szene 2: Luna Starr und Eric John
- Szene 3: Penny Pax und Ryan McLane
- Szene 4: Carter Cruise, Van Wylde und Kurt Lockwood
- Szene 5: Rio Lee und Tommy Gunn
- Szene 6: Aailyah Love und Tommy Pistol
- Szene 7: Penny Pax und Ryan McLane

## Auszeichnungen
- 2015: XBIZ Award – Best Scene – Parody Release (Aaliyah Love & Tommy Pistol)

- Der Film wurde bei den AVN Awards 2015 in fünf Kategorien nominiert:
- Best Art Direction
- Best Director – Parody
- Best Makeup
- Best Parody
- Best Screenplay – Parody
- Best Supporting Actor

## Rezeption
Don Houston gab dem Film im Review für XCritic eine gemischte Bewertung mit 2 von 5 möglichen Gesamtpunkten. Dabei betonte er die stimmige Wahl der Darsteller in Anlehnung an den parodierten Film. Jared Rutter beschreibt den Film in seinem Review für XBIZ als eine der besten Porno-Parodien 2014.